# نسيمة الحر
نسيمة الحر إعلامية مغربية تعمل في القناة الثانية المغربية، واحدة من أكثر الإعلاميين المغاربة شهرة منذ أكثر من 25 سنة.
وتقدّم نسيمة الحُر على القناة الثانية برنامج الخيط الأبيض، وهو برنامج اجتماعي يسعى إلى فض الخلافات وإعادة المياه إلى مجاريها بين المتخاصمين، حيث تعمل على «الدخول بخيط أبيض» بين أطراف النزاع، بعد إعطاء الكلمة لكل طرف والاستماع إليه.

## مسيرتها
دخلت نسيمة الحر، خريجة درب الفقراء بالدار البيضاء، عالم التلفزيون عبر بوابة المسرح. فقد ولدت في عائلة تعشق الفن، مما ولد فيها ميولات فنية، سيما وأن والدها مصطفى كان عازف ناي، وشقيقها كاتب كلمات ووالدتها ناظمة قوافٍ. ورغم توفر كل المقومات التي تسهل صناعة مطربة، فإن نسيمة اختارت الخشبة، حيث تألقت في أول دور من خلال مسرحية «بسمة». لعبت الصدف دورا كبيرا في حياة نسيمة حيث رافقت إحدى زميلاتها في الدراسة إلى المسرح وشاركت في «كاستينغ» لانتقاء ممثلات. قدمت الفتاة «مونولوغا» يرصد معاناة فتاة فلسطينية واجتازت الاختبار بميزة، مكنتها من دخول «محترف المسرح» وتقديم عروض مسرحية، بل كانت على وشك دخول السينما بعد أن دعاها محمد الركاب لتشخيص دور نسائي، إلا أن وفاته حالت دون تحقيق حلمها، لتعرج نحو التنشيط التلفزيوني عبر القناة الأولى ومنها إلى «دوزيم».